# Caspar Friedrich von Buddenbrock
Caspar Friedrich von Buddenbrock († 11. Dezember 1737) war ein livländischer Landmarschall.
Caspar Friedrich von Buddenbrock war Angehöriger des Adelsgeschlechts der von Buddenbrock. Sein Vater war der königlich schwedische Oberstleutnant, livländische Landrat und Wendenscher Oberkirchenvorsteher, Heinrich Gotthard von Buddenbrock (* 1648; † 1727), Erbherr auf Essenhof, Fehren, Kaipen, Öselshof und Lindenhof in Livland, seine Mutter war Charlotte von Cronmann, sein Bruder Henrik Magnus Buddenbrock.
Er stand zunächst in holländischen Militärdiensten im Rang eines Kapitäns. Später besaß er aus väterlichem Erbe das Gut Fehren und war Arrendator auf Groß Jungfernhof in Livland. Ab 1733 bis zu seinem Tode war er livländischer Landmarschall und ebenfalls seit 1733 Präsident des Oberkonsistoriums und Glied der Matrikelkommission. In letzterer Funktion nahm er besonderen Einfluss auf die Erstellung der Matrikel der Livländischen Ritterschaft.
1703 vermählte er sich mit Maria Elisabeth Seifferten († 1733), Tochter des holländischen Oberstleutnant Hans Christian Seifferten und der Christina Appelbom. Aus der Ehe gingen vier Kinder hervor:
- Friedrich Heinrich von Buddenbrock (* 1704; † 1747), Leutnant
- Ottiliana Charlotte von Buddenbrock (* 1705; † 1735), ⚭ 1725 Freiherr Gotthard Magnus von Budberg, Herr auf Fehren († 1743)
- Carl Eberhard von Buddenbrock (* 1706; † 1779), ⚭ 1738 Euphrosine Emerentia von Feilitzen
- Maria Christina von Buddenbrock, ⚭ 1749 Jacob Andreae, Pastor in Lennewarden († 1775)